# Prieuré de Sankt Gerold
Le prieuré de Sankt Gerold, fondé en 960, se trouve dans la commune de Sankt Gerold (Vorarlberg, Autriche). Il a servi de cloître bénédictin jusqu’en 1958, quand il est devenu un centre de rencontres et de formation de l’Église.

## Histoire
Les terres de Sankt Gerold dépendent de l’abbaye d'Einsiedeln dès la fondation au Xe siècle. L’église serait prévôtale (Prepositura) bénédictine dès 1097. Au temporel, le bailliage était rattaché d'abord au comté de Montfort, puis à la seigneurie des Thumb von Neuburg (de).
L’église était l’église paroissiale de la vallée Großes Walsertal jusqu’en 1662, administrée par l’abbaye de Weingarten de 1614 à 1648 puis par l’abbaye d'Einsiedeln. Elle est sécularisée en 1802 et vendue au prince d’Orange-Nassau qui la cède en 1804 à l’Autriche. Rendue à l’Église en 1958, elle devient un centre de formation.

## Bâtiments

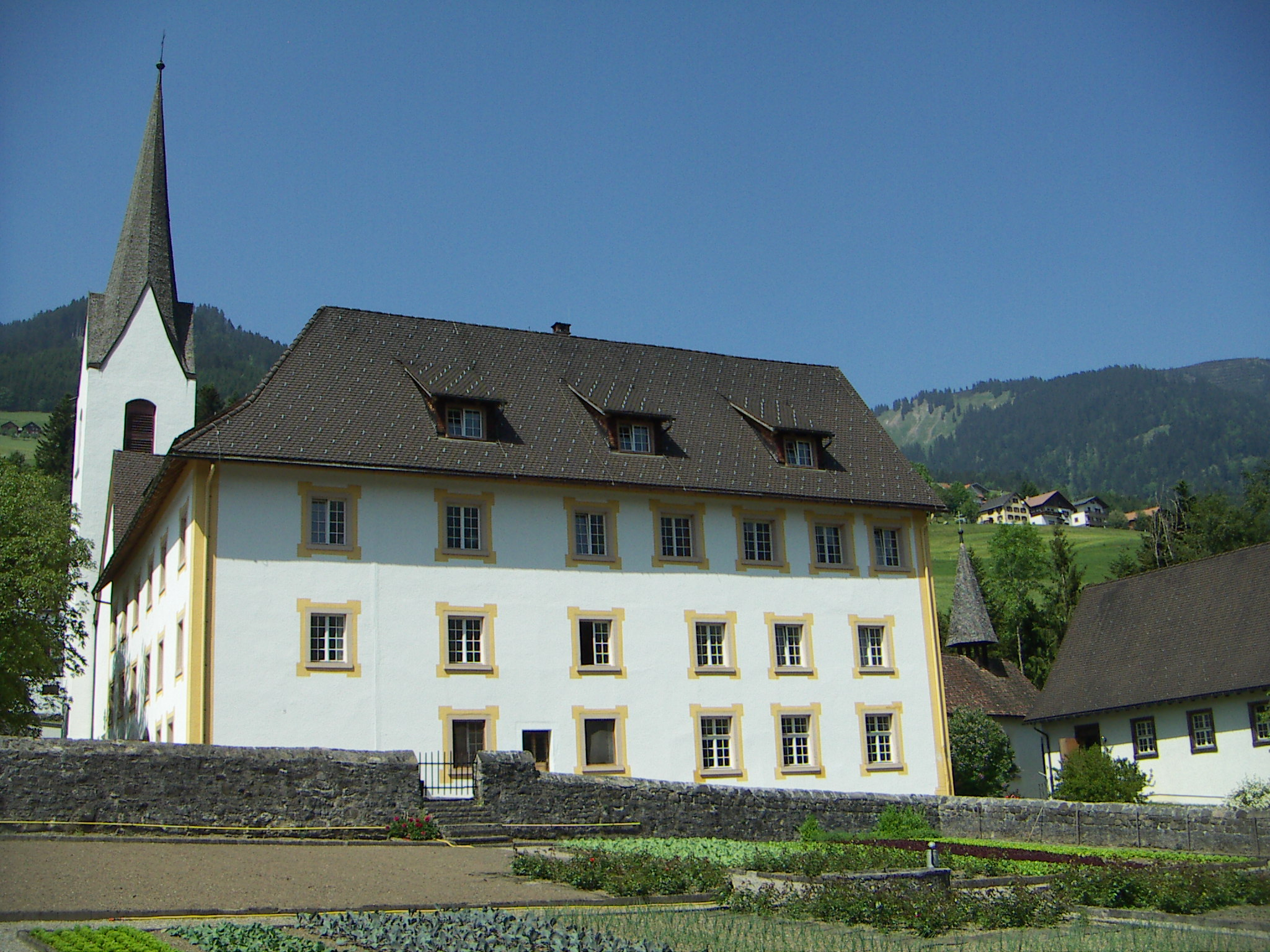
Bâtiment principal du cloître.

L’église abbatiale romane a été construite sur la tombe de saint Gerold vers 1313. Reconstruite en 1580, elle a reçu des ajouts baroques ultérieurement. Elle se trouve au Nord du cloître. 
La nef de l’église a un plafond plat en bois qui a été remanié par l'architecte Arnold Stöckli. Les sculptures sont de Hugo Imfeld. Le mur de l'autel est une fresque de Ferdinand Gehr datant de 1966 (Incarnation du Christ). On a découvert sous le chœur la tombe de Gerold von Großwalsertal (de) (mort en 978). Il y a dix peintures de frère Fridolin Dumeisen sur la légende de saint Gerold. Dans l’église se trouvent trois orgues aux mêmes tonalités dont on peut jouer simultanément, tous réalisés par Christoph Enzenhofer (1988, 1990 et 2000).
La chapelle de l’abbé (Abt-Adam-Heer-Kappelle) est contiguë à l’église et atteignable par le cloître. Le cimetière situé au Nord-Est de l’église ne contient pas de tombe, les noms sont gravés sur les murs de l’église ou des murs.
Une chapelle des Grâces, ou chapelle Saint-Antonin, est située à l’Est, proche du chœur, elle est pourvue d’un beffroi. Plus au Sud se trouve le Wibrhus ou maison des femmes et un jardin abbatial entouré d’un mur. Les bâtiments séculiers se trouvent à l’Ouest, un restaurant et une grande ferme avec étable et écurie.

## Prévôts successifs
- 1958 - 2009 : Nathanael Wirth[1]
- 2009 - 2020 : Kolumban Reichlin[2],[3]
- Depuis 2020 : Martin Werlen[4]